# Zólyomy Miklós
Zólyomy vagy Zólyomi III. Miklós (albisi) (1635 körül – 1670/1671, Oszmán Birodalom) erdélyi nagybirtokos, főnemes.

## Élete
1635 körül született, pontos születési dátuma és helye ismeretlen. A Zólyomy család utolsó sarja volt. Apja, Zólyomi Dávid (1600 körül – 1649) Bihar vármegyei nagybirtokos családból származott, a székelység generálisa és Háromszék főkapitánya volt. Anyja, iktári Bethlen Katalin, iktári Bethlen István erdélyi fejedelem és Csáky Krisztina leánya volt. Egy leánytestvére volt, Krisztina, aki Perényi Gáborhoz ment férjhez.
Neje karatnai Alia Sámuel leánya, Alia Mária  volt, akit 1647. október 7-én vett nőül, de 1653-ban elvált tőle. (Lehoczky szerint neje volt bribéri Melith Klára is.)
III. Miklós Hunyad várának ura, Zaránd vármegye örökös főispánja volt. A közéletben 1658-tól kezdett szerepelni, mikor Barcsay Ákos oldalán állt. 1661-ben Kemény János elől Husztra  ment, majd Ali török szerdár fejedelemséget kínált fel neki, amit azonban nem fogadott el. 1662-ben Apafi fejedelem azzal az ürüggyel, hogy a fejedelemségre tör, elfogatta, a fogarasi várba záratta, és javait elkobozta.
1664-ben kiszabadulva a Portára ment, hogy elveszett birtokai visszaszerzéséhez támogatást szerezzen. Emiatt az erdélyi országgyűlés 1670-ben hűtlenségért fej- és jószágvesztésre ítélte. Az Oszmán Birodalomban halt meg, s vele kihalt családja is.